# Capteur de gaz MQ-9
Le capteur de gaz MQ-9 est utilisé dans certains équipements de détection de gaz pour le monoxyde de carbone (CO), le méthane (CH4) et le gaz de pétrole liquéfié (GPL). Le matériau sensible du capteur de gaz MQ-9 est du dioxyde d'étain, SnO2. En présence de ces gaz, sa conductivité devient plus faible dans l'air propre.
Le capteur de gaz MQ-9 est composé d'un tube en céramique Al2O3, revêtu d'une couche sensible en dioxyde d'étain, d'une électrode de mesure et d'un réchauffeur. Ce dernier fournit les conditions de travail nécessaires pour le bon fonctionnement des composants sensibles. L'électrode renvoie une tension.
Le capteur peut être utilisé pour détecter différents gaz, du CO et des gaz combustibles, contenus dans l'atmosphère. Son faible coût le rend adapté à différentes applications.

## Caractéristiques techniques
(Fiche technique MQ-9 [Datasheet])
- Tension d'alimentation : 5 ± 0,1 V.
- Plage de détection : 10 à 1 000 ppm de CO, 100 à 10 000 ppm de gaz combustible.
- Température et hygrométrie optimales de fonctionnement : 18 à 22 °C, 65 ± 5 % HR.